# Бешенцовы
Бешенцовы (Бешенцевы) — старинный русский дворянский род. 
Род записан в VI часть родословных книг Тверской и Московской губерний.

## Происхождение и история рода
По преданиям род ведёт начало от немецкого выходца Василия, выехавшего одновременно с родоначальником Милюковых — Семёном.
Илья Михайлович Бешенцов, рязанский сын боярский, убит в сражении на реке Сити (1547), имя его вписано в синодик московского Успенского собора на вечное поминовение.
С конца XV века и до половины XVII века Бешенцовы владели поместьями в Новгородской области. В XVII веке Бешенцовы появляются в Бежецком, Кашинском и Московском уездах.

## Описание герба
Щит разделён перпендикулярно поставленным посредине деревом с Ветвями. В верхней части щита в голубом поле на правой стороне виден лежащий Дракон, а на левой стороне сидящий Лев. В нижней части в правом золотом поле две Шпаги остриями крестообразно обращённые вверх, над коими находится шестиугольная голубая Звезда, а внизу шпаг голубого же цвета Луна. В левом Горностаевом поле изображены Пушка поставленная на золотом Лафете, одно Знамя, два Копья, Значок имеющий древко золотое и древняя Княжеская золотая Корона.
Щит увенчан дворянскими шлемом и короной. Намёт на щите голубой, подложенный золотом. Герб рода Бешенцовых внесён в Часть 3 Общего гербовника дворянских родов Всероссийской империи, стр. 53 Архивная копия от 25 октября 2012 на Wayback Machine.

## Известные представители
- Бешенцовы: Семён и Василий Михайловичи, Андрей Константинович — пожалованы поместьями Иваном Грозным в московском уезде (1550).
- Бешенцов Федор — губной староста в Бежецком-Верхе (1627-1628).
- Бешенцев Долмат Степанович — московский дворянин (1627-1640).
- Бешенцев Кирилл Степанович — стряпчий с платьем (1627-1629), стряпчий (1636), московский дворянин (1640-1677).
- Бешенцев Кирилл Семёнович — московский дворянин (1636).
- Бешенцов Павел Григорьевич — воевода в Гдове (1651).
- Бешенцев Иван Фёдорович — московский дворянин (1658-1668) (ум. 1670).
- Бешенцев Михаил Иванович — стряпчий (1658-1676).
- Бешенцов Богдан — стольник в Сольвычегодске (1659-1660).
- Бешенцов Афанасий Демьянович — московский дворянин (1662-1677).
- Бешенцов Семён — воевода в Опочке (1663).
- Бешенцов Михаил — воевода в Усерде (1673).
- Бешенцевы:  Осип Никитич, Афанасий Кириллович, Павел, Прохор, Семён, Степан и Аким Ивановичи — стряпчие (1678-1692)[1][2][3].
- Бешенцов Александр Николаевич — поэт, беллетрист, автор стихов романса Александра Гурилёва «Вам не понять моей печали», 1857.
- Бешенцов, Константин Николаевич — инженер, выпускник Петербургского технологического института; с 1898 года заведовал электрическим освещением Московского университета, клиник и техническими сооружениями Сандуновских бань.